# اوريول فيلا
اوريول فيلا (بالإسبانية: Oriol Vila)‏ (و. 1978 – م) هو ممثل من إسبانيا. ولد في برشلونة.

## وصلات خارجية
- اوريول فيلا على موقع IMDb (الإنجليزية)
- اوريول فيلا على موقع ألو سيني (الفرنسية)
- اوريول فيلا على موقع ميوزك برينز (الإنجليزية)
- اوريول فيلا على موقع تيرنر كلاسيك موفيز (الإنجليزية)
- اوريول فيلا على موقع أول موفي (الإنجليزية)
- اوريول فيلا على موقع قاعدة بيانات الفيلم (الإنجليزية)
- اوريول فيلا على موقع كينوبويسك (الروسية)